# Robert I. (Breslau)
Robert I. († vermutlich 1142) war Bischof von Breslau.
Wie alle Breslauer Bischöfe des 12. Jahrhunderts ist auch Robert I. nur dem Namen nach bekannt.
Während seiner Amtszeit wurde 1139 das Breslauer Domkapitel erstmals erwähnt.